# Guldborgsund (commune)
Guldborgsund  est une commune de la région Sjælland issue de la réforme communale de 2007.
La population de la commune s'élève en 2022 à 60 310 habitants alors que sa superficie est de 901,42 km2.

## Histoire
Guldborgsund est le résultat du rassemblement des six communes de :
- Nykøbing Falster ;
- Nysted ;
- Nørre Alslev ;
- Sakskøbing ;
- Stubbekøbing ;
- Sydfalster.

## Géographie

### Principales villes de la commune de Gulborgsund
- Gedser
- Guldborg
- Marielyst
- Nagelsti
- Nykøbing Falster
- Nørre Alslev
- Sakskøbing
- Sundby
- Stubbekøbing
- Toreby
- Øster Toreby